# (1619) Ueta
(1619) Ueta es un asteroide perteneciente al cinturón de asteroides descubierto por Tetsuyasu Mitani el 11 de octubre de 1953 desde el observatorio Kwasan de Kioto, Japón.

## Designación y nombre
Ueta fue designado al principio como 1953 TA.
Posteriormente se nombró en honor del profesor Ueda, director del observatorio Kwasan.

## Características orbitales
Ueta está situado a una distancia media de 2,242 ua del Sol, pudiendo acercarse hasta 1,848 ua y alejarse hasta 2,635 ua. Su inclinación orbital es 6,213° y la excentricidad 0,1756. Emplea 1226 días en completar una órbita alrededor del Sol.